# Советское (Магарамкентский район)
Советское (гор.-евр. Мемреч) — село в Магарамкентском районе республики Дагестан.
Образует сельское поселение село Советское как единственный населённый пункт в его составе.

## География
Село расположено на федеральной трассе Кавказ в месте её пересечения с рекой Гюльгерычай на её левом берегу, в 12 км севернее районного центра села Магарамкент. У села находится развилка дорог в сёла Магарамкент и Касумкент.

## История
Село образовано переселенцами на месте старинного горско-еврейского аула Мамраш (Мамрач).
Мамраш (старое название села «Кеваджик» также «Куваджук») был образован в 1810 году евреями-переселенцами из горного села Карчаг. В 1886 году в селе проживало 668 евреев, здесь действовала синагога и хедер.
В 1895 году селение состояло из 114 хозяйств, в том числе 84 хозяйств горских евреев.
В начале 1900-х годов село было разделено на два сельских общества — еврейское и лезгинское. Из-за частых нападений и притеснений со стороны соседних народов, еврейское население постепенно начинает покидать село. Особенно сильно Мамраш пострадал в годы Гражданской войны, когда в результате нападения было убито несколько десятков человек и была сожжена часть домов.
По данным на 1929 год село Мамраш состояло из 32 хозяйств, в административном отношении входило в состав Ханджан-Калинского сельсовета Касумкентского района.
К началу 1960-х годов евреи полностью покидают село. С 1953 года в село начинается переселение жителей отдалённых сел высокогорных районов — Ялджух, Филидзах, Филиф-Гюне Ахтынского района, Бурши-Мака Курахского района, Гезеркент, Махмудкент, Целягюн Магарамкентского района, Картас Сулейман-Стальского района, а также отдельных хозяйств Рутульского района.

## Население
| 1895  | 1926  | 1939  | 1959  | 1970  | 1989  | 2002  |
| ----- | ----- | ----- | ----- | ----- | ----- | ----- |
| 474   | ↘111  | ↗191  | ↗1244 | ↗2288 | ↗2371 | ↗3926 |
| 2010  | 2012  | 2013  | 2014  | 2015  | 2016  | 2017  |
| ↗4217 | ↗4269 | ↗4331 | ↘4302 | ↗4337 | ↗4370 | ↘4354 |
| 2018  | 2019  | 2020  | 2021  | 2023  | 2024  | 2025  |
| ↘4350 | ↘4345 | ↘4335 | ↘4310 | ↘4291 | ↘4280 | ↗4283 |

По данным на 1886 год 100 % населения села составляли горские евреи. К 1895 году их численность в составе села сократилась до 78 %. К 1908 году количество горских евреев в структуре населения вновь выросло и составило 86 %.
По данным Всесоюзной переписи населения 1926 года, в национальной структуре населения лезгины составляли 52 %, горские евреи — 48 %
По переписи 2002 года население села составляет 3926 человек. Из которых:
- лезгины — 3820 чел. (97,3 %)
- русские — 68 чел. (1,7 %)
- лакцы — 19 чел. (0,5 %)
- прочие — 19 чел. (0.5 %)

## Экономика и инфраструктура
ГУП «Фрунзенский», отделение почты, врачебная амбулатория, Дом культуры, два детских сада, мечеть, средняя общеобразовательная школа, Республиканский краеведческий музей.